# 이혜주
이혜주는 대한민국의 출판편집인이다.

## 방송
- The Editors (2009)
- 도전! 수퍼모델 코리아 1~3 (2010~2012) - 심사위원